# Neurigona pectoralis
Neurigona pectoralis är en tvåvingeart som beskrevs av Van Duzee 1913. Neurigona pectoralis ingår i släktet Neurigona och familjen styltflugor. Inga underarter finns listade i Catalogue of Life.